# Dolichoderus prolaminatus
Dolichoderus prolaminatus är en myrart som först beskrevs av Wilson 1985.  Dolichoderus prolaminatus ingår i släktet Dolichoderus och familjen myror. Inga underarter finns listade i Catalogue of Life.